# Rue de Tombouctou
La rue de Tombouctou est une voie située dans le quartier de la Goutte-d'Or du 18e arrondissement de Paris en France.

## Situation et accès
La rue de Tombouctou est une voie publique située dans le 18e arrondissement de Paris. Elle débute au 52, boulevard de la Chapelle et se termine au 11, rue de Jessaint.
Elles est située dans le quartier où ont été groupés des noms rappelant la campagne d'Afrique.

## Origine du nom

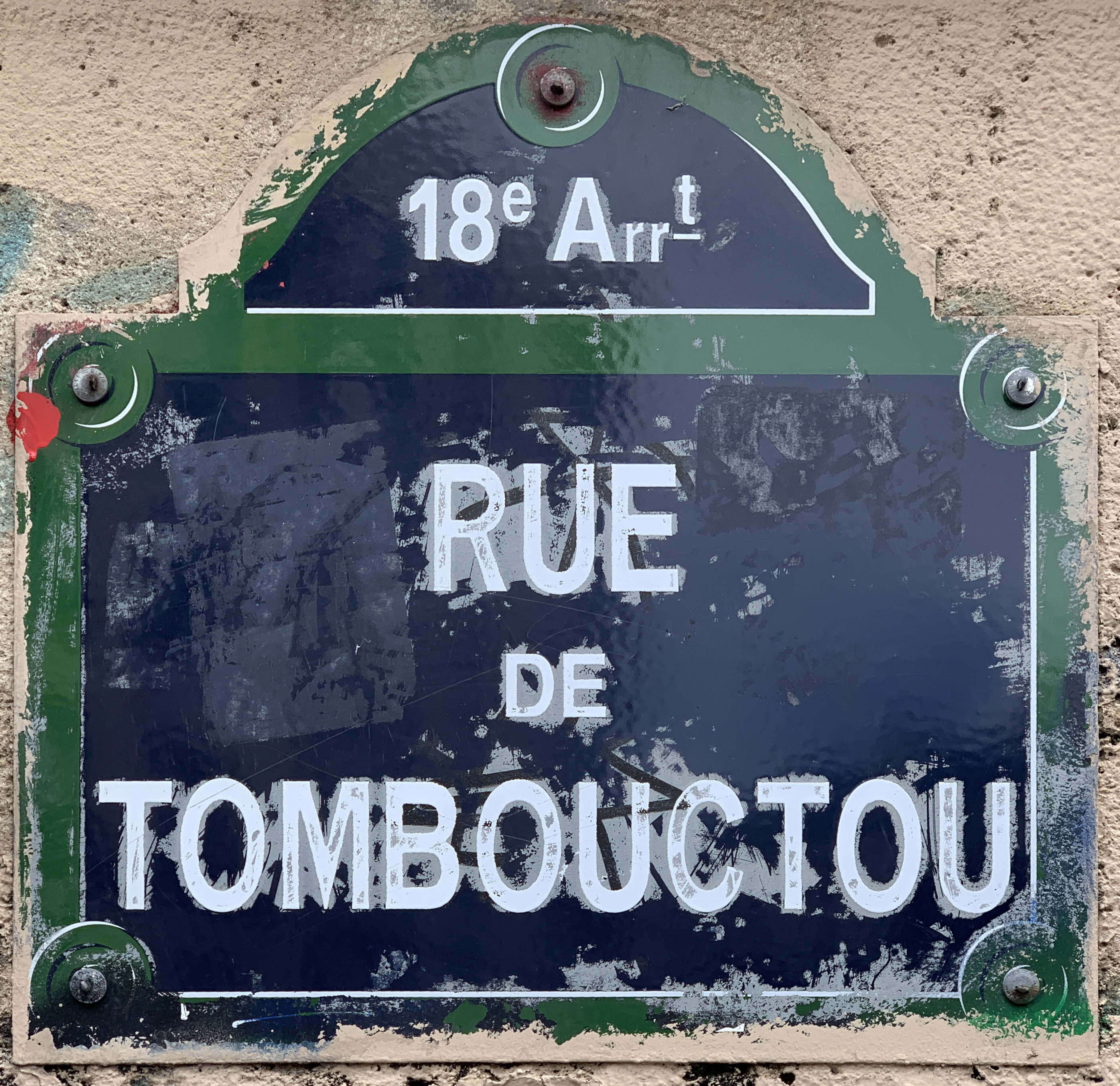
Plaque de la rue.

La rue porte le nom de Tombouctou, appelée autrefois la « Ville mystérieuse », ville de l'Afrique située dans l'ancien Soudan français, aujourd'hui Mali.

## Historique
Elle a été percée par un décret du 17 septembre 1896 dans la continuité de la rue Stephenson sous le nom de « rue Stephenson-Prolongée » puis elle prend sa dénomination actuelle par un arrêté du 7 décembre 1900.

Immeubles détruits pour percer la rue
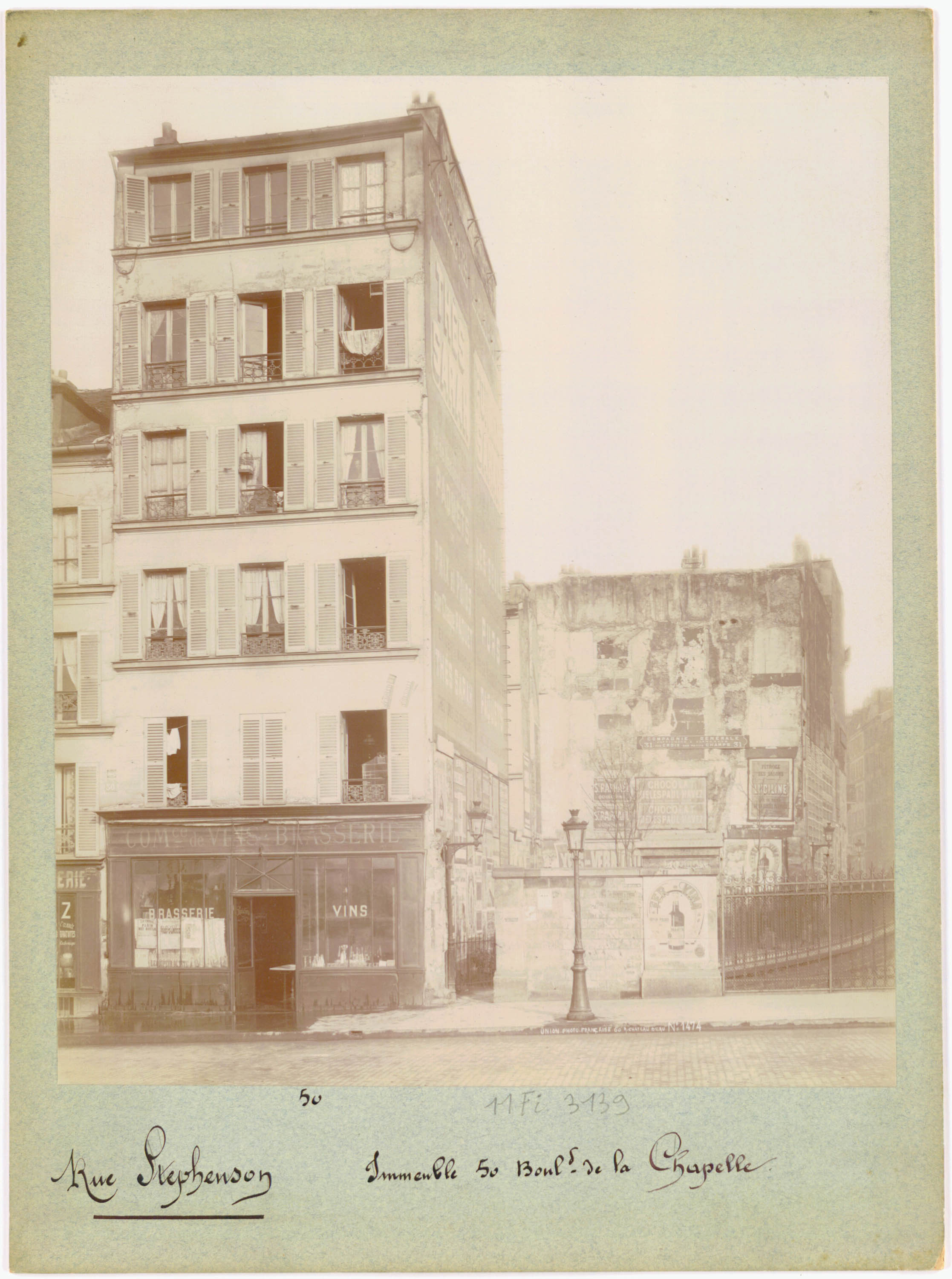
no 50 boulevard de la Chapelle
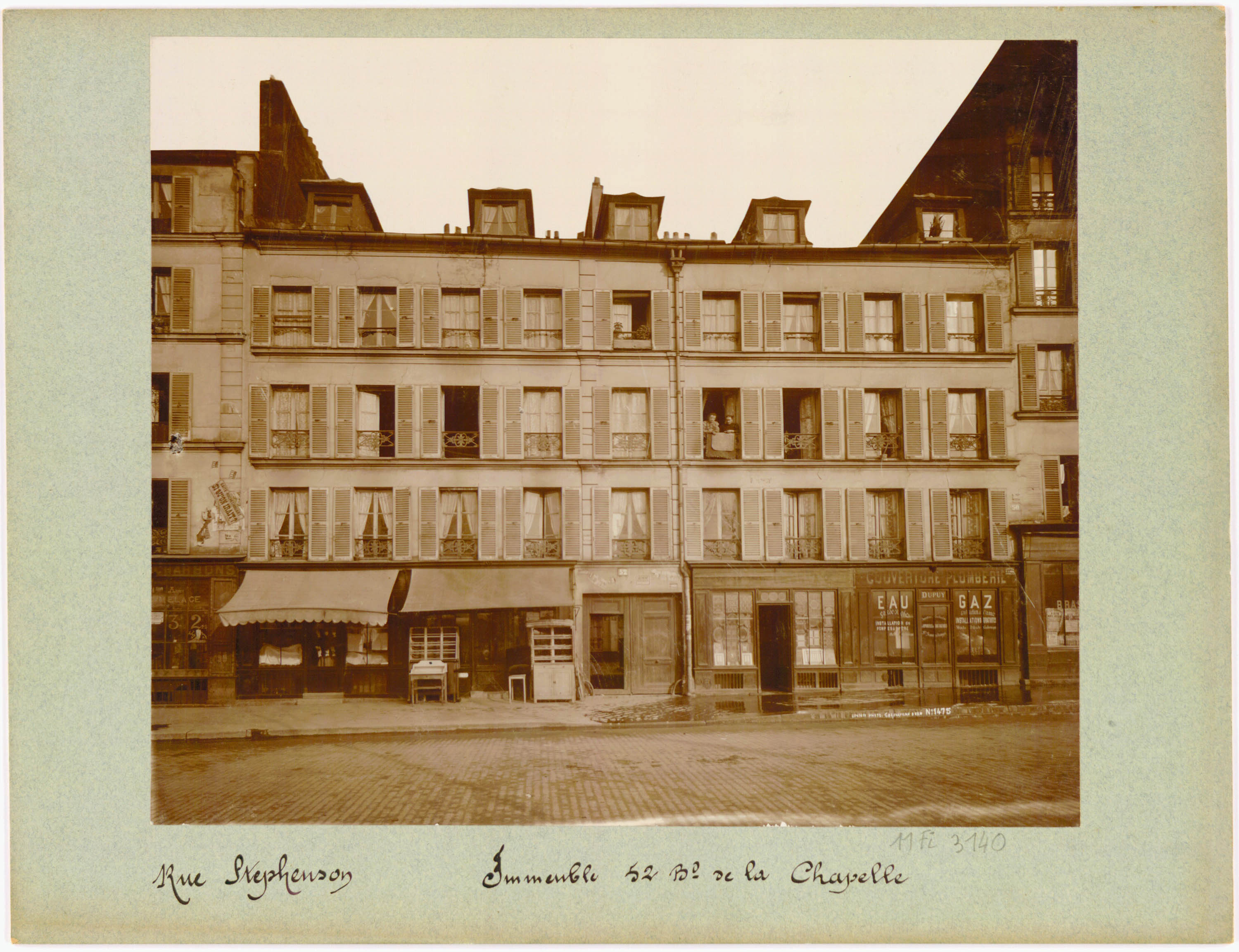
no 52 boulevard de la Chapelle
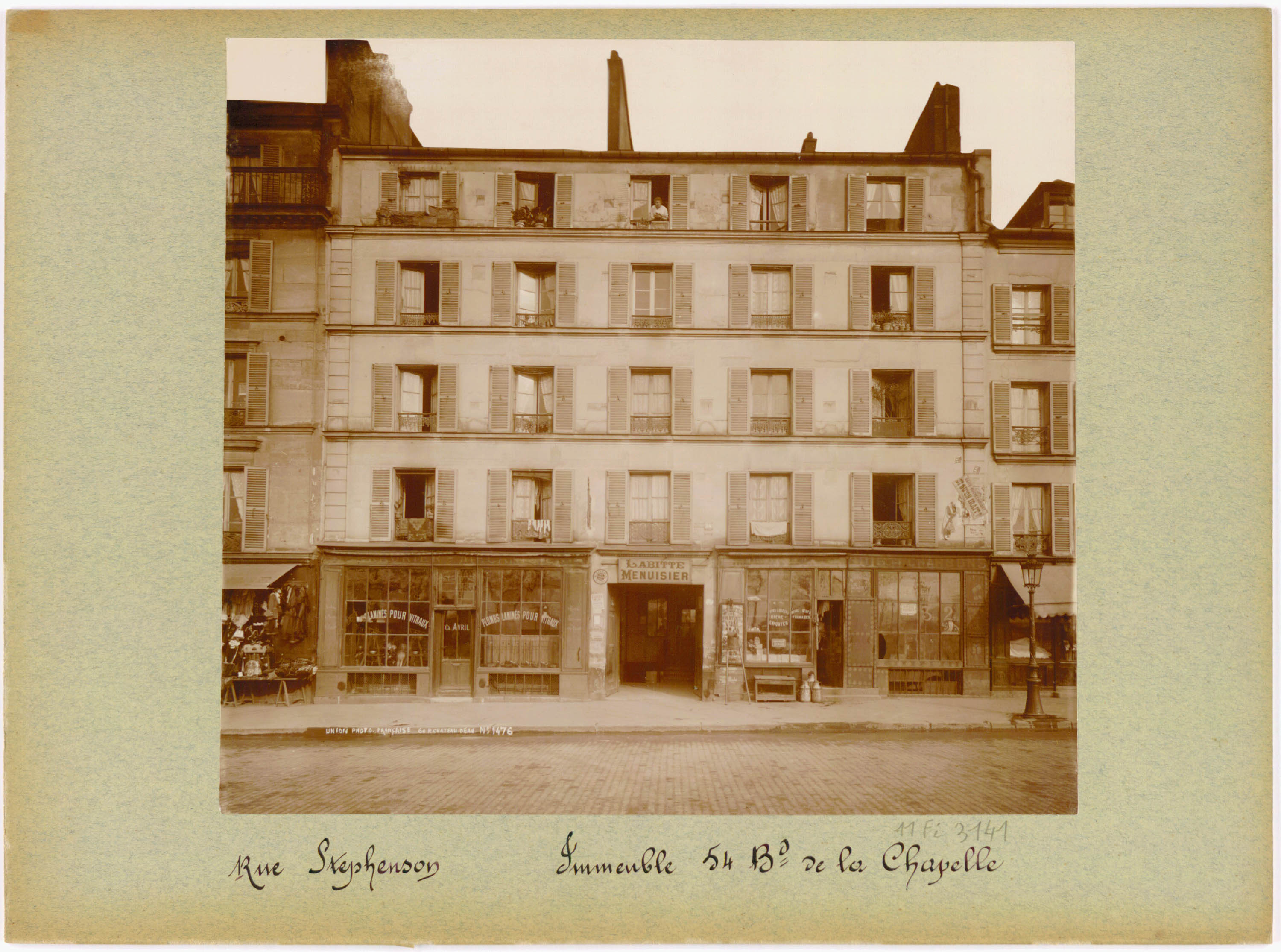
no 54 boulevard de la Chapelle

## Bâtiments remarquables et lieux de mémoire
- Au no 5 se trouve le siège des Éditions Goutte d'Or fondées en 2016.